# Chondrostoma scodrense
Chondrostoma scodrense és una espècie extinta de peix de la família dels ciprínids i de l'ordre dels cipriniformes que es trobava a Albània.